# Эфиопское рождественское наступление
Эфиопское рождественское наступление — военная операция, проведенная эфиопскими войсками во время итало-эфиопской войны в декабре 1935 года и представлявшее собой контрнаступление, предпринятое в ответ на наступление Де Боно в Тыграе.

## Перед наступлением
После итальянского вторжения в октябре 1935 года эфиопские армии собрались в центральных районах империи и начали марш к району Тембьен. В начале декабря разведка итальянских ВВС заметила большие группы вооруженных людей, направлявшихся на север по «имперской дороге».
Генерал Бадольо, сменивший тем временем Де Боно на посту главнокомандующего итальянскими силами в Эритрее, приказал военно-воздушным силам постоянно атаковать вражеские войска, которые, однако, прячась в кустах или передвигаясь ночью, сумели без особых потерь подойти к фронту, идущему от бродов Тэкэзе в Шире до укрепленного лагеря Мэкэле, в общей сложности на 200 км.
Бадольо, ошибочно оценив намерения абиссинцев и полагая, что они хотят начать лобовую атаку на Мэкэле, не заметил, что вместо этого 60 000 человек под командованием расов Касса, Седжума и Иммиру собирались пересечь Тэкэзе и вторгнуться в Тембьен на правом итальянском фланге. Из-за этой ошибки в оценке стратегии противника горный район был почти полностью неохраняемым, будучи обороняемым в центре всего 4 батальонами чернорубашечников под командованием генерального консула Диаманти, в то время как на крайнем левом фланге итальянской линии броды Тэкэзе контролировались отрядом аскари под командованием майора Луиджи Кринити при поддержке команды танкеток капитана Этторе Криппы.

## Ход сражения

### Бои при Дембегине
Армия раса Иммиру, насчитывающая 20 000 человек, прибыла к бродам Тэкэзе в Май-Тимше и в ночь с 14 на 15 декабря переправилась через реку и завязала бой с аскарами майора Кринити. В то же время выше по течению, вторая группа эфиопов пересекла Тэкэзе и при поддержке жителей этого района двинулась на Дембегину по горным тропам с очевидной целью окружения. Поняв это, майор Кринити приказал отступить на Дембегину; однако, когда итало-эритрейцы достигли перевала, они увидели, что высоты вокруг него полностью заняты эфиопскими войсками. Весь отряд итальянских войск и их танкетки были уничтожены в завязавшемся бою. Оказавшись в почти безвыходном положении, майор Кринити приказал аскари атаковать высоты в штыки и вечером открыть проход в сторону Селаки, оставив почти половину своего контингента на поле боя. 420 выживших, среди которых было более 120 тяжелораненых, сумели добраться до первого итальянского форпоста Ында-Сылласе. Генерал Пьетро Маравинья отдал приказ оставить слишком выдвинутый форпост и отступить дальше на Селаку, которую защищала вся дивизия «Гран Сассо».
В Шире, несмотря на жестокие бомбардировки обычными вооружениями и горчичным газом, проводимые итальянскими военно-воздушными силами на бродах Тэкэзе, 20 000 эфиопов сумели пересечь реку и вступить в бой 18 декабря в Селакласе, на перевале Аф-Гага, угрожая захватить укрепленные лагеря Адуа и Аксум. Поняв стратегический замысел абиссинцев, Бадольо приказал отступить дивизии «Гран Сассо» от перевала Аф-Гага к укрепленному лагерю Аксум, оставив весь Шире в руках войск раса Иммиру.

### Бои в Тембьене
Одновременно с боями при Дембегине 5000 человек под командованием Хайлу Шеббеде и 3000 человек во главе с Белай Мару пересекли реку Гева и клещами окружили столицу Тембьена Абби- Адди. На выручку столице Тембьена, обороняемому двумя батальонами из четырех, бывших в распоряжении генерального консула Диаманти, двинулась 2-я эритрейская дивизия генерала Ваккариси, а позже также прибыла дивизия «28 октября» генерала Соммы с целью обороны ключевой позиции перевала Уарье.
Несмотря на действия ВВС, которые бомбили как обычными бомбами так и газовыми, и прибытие первых батальонов подкрепления 13 декабря, положение Абби-Адди становилось все более критическим. 18 декабря абиссинцы предприняли попытку захватить посёлок, но были отбиты. Итальянское командование решило атаковать амбу (высту) Целлере, чтобы прорвать кольцо окружения. Несмотря на ожесточенные бои шести батальонов аскари полковника Траккиа, итальянские войска не смогли захватить вершину амбы, оставив на поле боя 330 человек. Учитывая невозможность прорыва окружения, 27 декабря итальянские войска отошли от Абби-Адди, превращенного в груду руин, чтобы обосноваться на перевале Уарье.

## Результаты
Хотя победа эфиопов привела к повторному завоеванию Шире и значительной части Тембьена, итальянское превосходство в оружии, людях и средствах оставалось подавляющим. Укрепленные лагеря не были атакованы из-за невозможности их завоевания, и поражения итальянцев были связаны с ошибками в развертывании войск, как в случае с Дембегиной, и непонимании значения захвата амб (высот), как в случае с Абби-Адди.